# 8967 Каландра
8967 Каландра (8967 Calandra) — астероїд головного поясу, відкритий 13 травня 1971 року.
Тіссеранів параметр щодо Юпітера — 3,202.